# Gerardus van der Leeuw

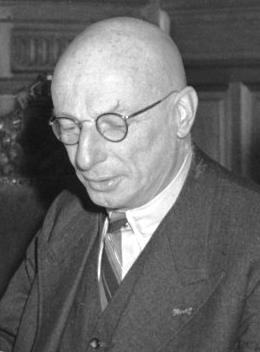
Gerardus van der Leeuw

Gerardus (Gerard) van der Leeuw (* 18. März 1890 in Den Haag; † 18. November 1950 in Utrecht) war ein niederländischer evangelisch-reformierter Theologe, Religionswissenschaftler, Ägyptologe und Politiker (PvdA). Er lehrte 1918–1945 und 1946–1950 als Professor für Religionsgeschichte und Ägyptologie an der Rijksuniversiteit Groningen. Dazwischen war er von Juni 1945 bis Juli 1946 Minister für Bildung, Kunst und Wissenschaften der Niederlande.

## Biographie
Gerardus van der Leeuw wurde als Sohn von Gerardus van der Leeuw (1861–1922) und Elisabeth Antoinette Nelck (1863–1949) geboren. Von 1908 bis 1913 studierte er Theologie an der Universität Leiden, wobei er sich insbesondere mit Religionsgeschichte unter Spezialisierung auf Ägyptologie beschäftigte. 1913 und 1914 studierte er an der Humboldt-Universität zu Berlin sowie an der Universität Göttingen. Im Jahr 1916 wurde Gerardus van der Leeuw an der Universität in Leiden mit einer Arbeit über Gottesdarstellungen in altägyptischen Pyramidentexten zum Doktor der Theologie promoviert. Im selben Jahr folgte die Heirat mit seiner früheren Kommilitonin Anna Catharina Snoeck Henkemans (1890–1946), mit der er drei Söhne bekam.
Von 1916 bis 1918 war er als Pastor der Niederländisch-reformierten Kirche in ’s-Heerenberg tätig. 1918 wurde er im Alter von erst 28 Jahren an der Universität Groningen zum Professor für „die Geschichte der Religionen im Allgemeinen und die Geschichte der Lehre von Gott“ berufen. Die Denomination seines Lehrstuhls wurde 1922 um die „Enzyklopädie der Theologie“ sowie 1926 um Ägyptische Sprache und Literatur erweitert.
Van der Leeuw schlug mehrere Angebote anderer Universitäten aus und lehrte bis zu seinem Tod in Groningen. Seit 1940 war er unabhängig von seinem staatlichen Lehrauftrag von der Reformierten Kirche beauftragt, das Fach Liturgiewissenschaft zu lehren. 1943 wurde Gerardus van der Leeuw von den deutschen Besatzern festgenommen. Sein Lehrstuhl wurde nach dem Ende des Zweiten Weltkriegs noch um das Fach Religionsphänomenologie erweitert. Die Professur hatte er bis 1950 inne.
Seine Tätigkeit an der Universität unterbrach er für ein Jahr, als er von Juni 1945 bis Juli 1946 im Kabinett Schermerhorn/Drees der erste Bildungsminister in der Nachkriegszeit der Niederlande war. Als reformierter Geistlicher hatte van der Leeuw zunächst der Christelijk-Historische Unie nahegestanden, war aber (anders als sein Schwiegervater, der CHU-Abgeordnete Reinhardt Snoeck Henkemans) kein Parteimitglied. Nach dem Krieg war van der Leeuw ein Anhänger des doorbraak, der Durchbrechung der alten politischen Ideologie- und Lagergrenzen. Deshalb trat er im März 1946 in die Partij van de Arbeid (PvdA) ein, die Sozialdemokraten, progressive Christdemokraten und Liberale vereinen wollte (tatsächlich aber von den Sozialdemokraten dominiert wurde). Bei der Parlamentswahl im Mai 1946 wurde van der Leeuw als Abgeordneter in die Zweite Kammer der Generalstaaten gewählt, legte sein Mandat aber schon zwei Monate später nieder, um auf seinen Lehrstuhl an die Universität zurückzukehren.
Neben seiner Professur engagierte er sich weiterhin in der Reformierten Kirche. Im September 1950 wurde er beim ersten internationalen Nachkriegskongress für Religionsgeschichte in Amsterdam zum ersten Präsidenten der Association for the History of Religions gewählt. Wenig später erkrankte Gerardus van der Leeuw und starb.
Seit 1936 war er Mitglied der Königlich Niederländischen Akademie der Wissenschaften.
Sein Grab befindet sich auf dem niederländischen Friedhof Oud Eik en Duinen in Den Haag.

## Volkenkundig Museum Gerardus van der Leeuw
Nach ihm war das Volkenkundig Museum Gerardus van der Leeuw in Groningen benannt, das von 1978 bis 2003 bestand. Bei dessen Auflösung wurde ein Großteil der Sammlungen in das Depot des Universiteitsmuseum Groningen verbracht.

## Werk
Als Wissenschaftler gilt van der Leeuw als ein Hauptvertreter der Religionsphänomenologie. Seine Arbeit zielte dabei weniger auf die Bildung eines methodisch einheitliches Systems ab als vielmehr auf das Verständnis der erlebten religiösen Inhalte. Er verfolgte hierbei psychologische und theologische Ansätze. Sein psychologisches Bemühen kommt speziell in seinem Werk Über einige neuere Ergebnisse der psychologischen Forschung und ihre Anwendung auf die Geschichte, insbesondere die Religionsgeschichte (1926) zum Ausdruck, in dem er sich speziell auf psychologische Ansätze innerhalb der Existenzphilosophie (z. B. Karl Jaspers und Ludwig Binswanger) bezieht.
Unter seinen Veröffentlichungen ist insbesondere das Handbuch Phänomenologie der Religion von 1933 als grundlegendes Werk der vergleichenden Religionswissenschaft und der Religionsphänomenologie zu nennen. Van der Leeuw verstand Phänomenologie als eine Lebensphilosophie im Unterschied zu einer empirischen, induktiven und verifizierenden Wissenschaft. Die Problematik der Subjektivität des Verstehens löste er, indem er ein legitimes religiöses Nacherleben einer religiösen Erscheinung postulierte.
Er trennte deutlich zwischen frühen und modernen Formen des Erlebens der Religion. Nach ihm waren die frühen Formen nicht von einer Transzendenz des Göttlichen, sondern eher vom Empfinden von Mächten im Sinne des Mana der polynesischen Völker geprägt. „Gott“ sei hierbei nur ein anderes Wort für diese Macht, wodurch es bei ihm zu einer faktischen Gleichsetzung von Religion und Magie kommt. Der Mensch habe in seinem Leben unweigerlich mit dieser Macht zu tun, und diese Erfahrung äußere sich in religiösen Ausprägungen. Der Mensch seinerseits suche nach dieser Macht, um sie sich anzueignen. Durch diese Suche finde das menschliche Leben Sinn und äußere sich in Kultur.
Im Rahmen seiner Betätigung für die Kirche setzte er sich für ein Verständnis der Theologie als religiöse Ethik und Anthropologie und für die liturgische Bewegung ein.

## Veröffentlichungen (Auswahl)
- Die do-ut-des-Formel in der Opfertheorie. In: Archiv für Religionswissenschaft. (ARW) Band 20, 1920/21, S. 241–253.
- Einführung in die Phänomenologie der Religion. Reinhardt, München 1925 / Wissenschaftliche Buchgesellschaft, Darmstadt 1961.
- Phänomenologie der Religion. Mohr, Tübingen 1933.
  - Neuausgabe: Phänomenologie der Religion. Neue theologische Grundrisse. Mohr, Tübingen 1977, ISBN 3-16-139942-0.
- Refrigerium. (Mnemosynes). Brill, Leiden 1936.
- Der Mensch und die Religion. Anthropologischer Versuch (= Philosophia universalis. Band 2). Haus zum Falken, Basel 1941, OCLC 5622783.
- Liturgiek. 1946
  - Deutsche Ausgabe: Liturgik. (= Praktische Theologie im reformierten Kontext, Band 16). Herausgegeben von Luca Baschera u. Ralph Kunz. Aus dem Niederländischen übersetzt von Christina Siever. Theologischer Verlag, Zürich 2018, ISBN 978-3-290-18174-1.
- Die Bilanz des Christentums. Rascher, Zürich 1947.
- Sacramentstheologie. Callenbach, Nijkerk 1949, OCLC 699199254.
  - Deutsche Ausgabe: Sakramentales Denken. Erscheinungsformen und Wesen der außerchristlichen und christlichen Sakramente. Aus dem Niederländischen übersetzt von Eva Schwarz. J. Stauda, Kassel 1959, OCLC 9523676.
- Vom Heiligen in der Kunst. Bertelsmann, Gütersloh 1957.